# Guðmundur Benediktsson
Guðmundur Benediktsson (Akureyri, 9 settembre 1974) è un ex calciatore, allenatore di calcio e commentatore televisivo islandese, di ruolo centrocampista o attaccante.

## Biografia
Ha sposato Kristbjörg Helga Ingadottir, calciatrice della nazionale femminile islandese e nipote del calciatore professionista Albert Guðmundsson. Il figlio Albert è anche lui calciatore.

## Carriera
Soprannominato Gummi, ha iniziato la sua carriera nel 1990, all'età di 16 anni, giocando due partite di Úrvalsdeild con il Þór; in seguito gioca in Belgio per due anni, dove ha giocato 4 partite in Pro League. Ha fatto il suo debutto per l'Islanda nel 1994 contro la nazionale degli Emirati Arabi Uniti, segnando anche una rete. La sua ultima partita per la nazionale dell'Islanda (con cui ha giocato 10 incontri) è avvenuta nel gennaio 2001 contro il Cile.
Viene poi reclutato dal KR Reykjiavik, dove gioca per quasi un decennio, con cui arriva secondo in campionato nel 1995 (vincendo lo stesso anno la Coppa d'Islanda), nel 1996 e nel 1998 e vincendo poi tre scudetti nel 1999, 2000 e 2002. Dopo un breve ritorno in Belgio, è tornato a Reikjavik, questa volta nel Valur, con cui vince la Coppa d'Islanda nel 2005 e lo scudetto del 2007. Dopo il ritorno nel KR, si ritira dal gioco nel 2009 ed inizia la carriera di allenatore di calcio.
Nel 2010 viene incaricato come allenatore dell'Ungmennafélag Selfoss. Nel 2011-2013 diventa l'assistente di Ólafur Kristjánsson sulla panchina del Breiðablik Kópavogur e dopo la partenza di quest'ultimo per il Nordsjælland, diventa primo allenatore concludendo al 7º posto del campionato (a causa del risultato deludente viene sostituito da Arnar Grétarsson). Nel 2014-2016 viene nominato vice allenatore del KR Reykjiavik, ma viene licenziato nel giugno 2016 per i cattivi risultati nell'Úrvalsdeild 2016.

## Dopo il ritiro
Guðmundur ha commentato per la televisione islandese RÚV le partite della propria nazionale durante il Campionato europeo di calcio 2016 e, grazie alle sue colorite esultanze in occasione delle reti segnate dai calciatori islandesi (in particolare la rete islandese segnata all'ultimo minuto nell'incontro contro l'Austria), è diventato conosciuto a livello internazionale ed è stato soprannominato il "commentatore folle".

## Palmarès

### Giocatore

#### Competizioni nazionali
- Campionato islandese: 5

KR Reykjavík: 1999, 2000, 2002, 2003
Valur: 2007
- Coppa d'Islanda: 3

KR Reykjavík: 1995, 1999
Valur: 2005
- Coppa di Lega islandese: 3

KR Reykjavík: 1998, 2001
Valur: 2008
- Supercoppa d'Islanda: 4

KR Reykjavík: 1996, 2003
Valur: 2006, 2008

#### Competizioni internazionali
- Atlantic Cup: 1

KR Reykjavík: 2003